# Paya Bujing
Paya Bujing is een bestuurslaag in het regentschap Padang Lawas van de provincie Noord-Sumatra, Indonesië. Paya Bujing telt 372 inwoners (volkstelling 2010).